# .ve
.ve è il dominio di primo livello nazionale assegnato al Venezuela.